# Striga scottiana
Striga scottiana är en snyltrotsväxtart som beskrevs av Jeeva, Shyn. Brintha och Rasingam. Striga scottiana ingår i släktet Striga och familjen snyltrotsväxter. Inga underarter finns listade i Catalogue of Life.